# Любовное гнёздышко
Любовное гнездышко (англ. The Love Nest) — американская немая кинокомедия 1923 года с Бастером Китоном в главной роли.

## Сюжет
Герой Китона прощается с Вирджинией и всеми женщинами и плывет на своей яхте «Амур». Когда у него заканчивается еда и вода, он попадает на борт «Любовного гнездышка», которым управляет очень придирчивый капитан. Матрос, который пролил кофе на руку капитана, был выброшен за борт. Так поступают со всеми, кто разозлит капитана.

## В ролях
- Бастер Китон — Бастер
- Джо Робертс — капитан
- Вирджиния Фокс — девушка